# Cidreira
Cidreira egy község (município) Brazíliában, a Rio Grande do Sul északi partvidékén elterülő városi agglomerációban. Környékét már a 19. század közepén strandolásra használták, így Cidreirát az állam egyik legelső tengeri üdülőhelyeként tartják számon. A 20. században itt voltak a legfelkapottabb strandok, bár később népszerűsége elmaradt az olyan üdülőhelyekétől, mint például Tramandaí, Capão da Canoa, vagy Xangri-lá. Népességét 2021-ben 16 897 főre becsülték.

## Története
Az okmányok már 1752-ben megemlítenek egy Estância das Cidreiras (Citromfű-szállás) nevű, több farmból álló területet, amelyet 1767-ben a portugál korona földadományként (sesmaria) Manoel Pereira Franco kereskedőnek adományozott. 1819-ben adócsalás miatt elkobozták a tulajdonosoktól, és árverésen Luiz Francisco Ferreira Saraivának adták el. A nehéz megközelítés miatt ekkor még nem fejlődött településsé, bár kunyhókban megszálló fürdőzőket már 1860-ban említenek. A 20. század elején világítótorony épült. Az első lakosok 1930 után telepedtek le, ekkor készült el a templom és az első szálloda is. 1950-ben megkezdték a Porto Alegre felé vezető országút kiépítését, amely nagyban előmozdította a környék fejlődését, városiasodását.
Cidreira Tramandaí község kerülete volt (amely a maga során Osórióból vált ki); 1988-ban függetlenedett és 1989-ben községnek nyilvánították. 1997-ben Cidreira egyik kerülete függetlenedett Balneário Pinhal néven.

## Leírása
Székhelye Cidreira, második kerülete Costa do Sol. A község területének nagy részét homok borítja; a sívó sivatagi környezet már önmagában is látványosság, és felidézi, hogy milyen volt a régi idők érintetlen, beépítetlen dél-brazil óceánpartja. Népszerű a strandolás, a homokdűnéken a deszkázás (sandboarding), ezeken kívül pedig a vízi sportok és a halászat.
Itt van Dél-Brazília legnagyobb Iemanjá-szobra. Februárban a candomblé tenger-istennőjének, Iemanjának tiszteletére rendezett ünnepet tartanak.
A községre jellemzőek a sikkasztásért elítélt Elói Braz Sessim polgármester fáraói építkezései. Az egyik legvitatottabb építmény a Sessinzão futballstadion, Cidreira fehér elefántja. A 17 000 ember befogadására képes stadiont már 2010 óta nem használják, azóta lepusztult és omlásveszélyes.